# Carlos Cáceres Pino
Carlos Arturo Cáceres Pino (Santiago, 28 de abril de 1977) es un exfutbolista chileno

## Carrera
Su carrera ha sido muy diversa dentro de fútbol chileno, con incluso pasos por el extranjero siendo el más exitoso el que sorteó en el sudeste asiático. Primero fue en el fútbol de Malasia junto al Perak FA en 2007 y 2008 con el que consiguió llegar a la final de la Copa de Malasia y coronar un segundo lugar en la Super League Malaya. Cuando comenzaba a consolidarse en el equipo se vio obligado a emigrar, ya que la FAM expulsó de la liga a todos los jugadores extranjeros por ser demasiados. Luego, en el Kitchee SC logra el segundo lugar de la Premier League de Hong Kong.
En la temporada 2009 integró la plantilla de Provincial Osorno, donde vivió el descenso del club a Tercera División y se retiró del fútbol de manera profesional. Actualmente se encuentra jugando en el fútbol amateur chileno y entrenando a la filial de la Universidad Católica en Osorno.

## Clubes
| Club                  | País      | Año       |
| --------------------- | --------- | --------- |
| Provincial Osorno     | Chile     | 1994-1998 |
| Deportes Antofagasta  | Chile     | 2001      |
| Santiago Morning      | Chile     | 2002      |
| Cobresal              | Chile     | 2002      |
| Unión La Calera       | Chile     | 2003      |
| Unión Española        | Chile     | 2003      |
| Deportes Puerto Montt | Chile     | 2004      |
| Provincial Osorno     | Chile     | 2004      |
| Rangers               | Chile     | 2005      |
| Ñublense              | Chile     | 2006      |
| Curicó Unido          | Chile     | 2007      |
| Perak FA              | Malasia   | 2007-2008 |
| Kitchee SC            | Hong Kong | 2009      |
| Provincial Osorno     | Chile     | 2009-2010 |

## Palmarés

### Distinciones individuales
| Distinción                                          | Año  |
| --------------------------------------------------- | ---- |
| Máximo goleador de la Primera B de Chile (23 goles) | 2001 |